# تشارلز سمايلي
تشارلز سمايلي هو سياسي أمريكي، ولد في 1954. نشط حزبياً في الحزب الديمقراطي. وقد انتخب عضو مجلس نواب ميشيغان ‏.